# Вейнтимилья, Игнасио де

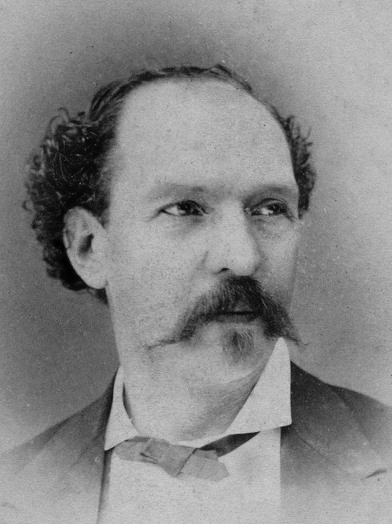
Игнасио де Вейнтимилья. около 1880 г.

Марио Игнасио Франсиско Томас Антонио де Веинтемилья-и-Вильясис (исп. Mario Ignacio Francisco Tomás Antonio de Veintemilla y Villacís; 31 июля 1828, Кито — 19 июля 1908, там же) — эквадорский военный, государственный и политический деятель, президент страны с сентября 1876 по январь 1883 года.

## Биография
Сын юриста и сотрудника Центрального университета Эквадора в Кито. Служил в армии Эквадора. Принимал участие в боевых действиях. Командовал полком.
В 1857—1858 служил в личной охране бывшего президента Висенте Рокафуэрте. В 1866 году занимал пост военного министра и министра военно-морского флота при президенте Херонимо Каррионе. Бригадный генерал.
В сентябре 1876 стал президентом Эквадора, затем победил на выборах 1878 года.
Жестокая засуха 1882 года по всей стране, усугубила ситуацию и недовольство народа правлением Веинтемилья. Вспыхнуло восстание.
Оставил президентское кресло под давлением мятежных сил в январе 1883 года.